# 1897 a jogalkotásban
1897-ben az alábbi jogszabályokat alkották meg:

## Magyarország

### Törvények
- 1897. évi I. törvénycikk Mérsékelt áru marhasóról
- 1897. évi II. törvénycikk A Magyarország és Ausztria közt Szepes vármegye és Gácsország szélén, az ugynevezett Halastó körüli területen, az országos határvonalnak választott biróság által leendő megállapitása tárgyában
- 1897. évi III. törvénycikk Az 1894. évi közösügyi zárszámadásra alapitott végleges leszámolás szerint Magyarország terhére mutatkozó tartozás fedezéséről, továbbá az 1895. és 1896. évi közösügyi kiadásokra Magyarország által pótlólag fizetendő összegről
- 1897. évi IV. törvénycikk A tiszalök-büd-szent-mihályi helyi érdekü gőzmozdonyu vasutvonal engedélyezéséről
- 1897. évi V. törvénycikk Az ezredéves országos kiállitás költségeinek fedezéséről
- 1897. évi VI. törvénycikk A magyar-északnyugoti helyi érdekü gőzmozdonyu vasut engedélyezése tárgyában
- 1897. évi VII. törvénycikk A lottójövedékről szóló 1868. évi XV. törvénycikk módositása iránt
- 1897. évi VIII. törvénycikk Az 1878. évi XX. törvénycikkbe iktatott és az 1887. évi XXIV. törvénycikkel meghosszabbitott vám- és kereskedelmi szövetség VI. Czikkének módositásáról
- 1897. évi IX. törvénycikk A kikötői illetékekről
- 1897. évi X. törvénycikk A ragadós tüdőlob kiirtásáról szóló 1893. évi II. törvénycikk módositása tárgyában
- 1897. évi XI. törvénycikk Az 1897. évi állami költségvetésről
- 1897. évi XII. törvénycikk A nagybecskerek-zsombolyai keskenyvágányú helyi érdekü gőzmozdonyu vasut engedélyezéséről
- 1897. évi XIII. törvénycikk A szolnok-kiskun-félegyházi helyi érdekü vasutnak engedélyezéséről
- 1897. évi XIV. törvénycikk A Magyarország és Ausztria között, egyrészt Besztercze-Naszód és Máramaros vármegyék, másrészt Bukovina szélén elhuzódó országos határvonal megállapitásáról
- 1897. évi XV. törvénycikk Az Olaszországgal a vagyontalan betegek kölcsönös dijtalan kórházi ellátása iránt Bécsben 1896. évi junius 25-én kötött nemzetközi egyezmény becikkelyezéséről
- 1897. évi XVI. törvénycikk  A budapesti m. kir. állami távbeszélő-hálózat bérletének megszüntetéséről
- 1897. évi XVII. törvénycikk A gattaja-lugos-marosillyei helyi érdekü gőzmozdonyu vasut engedélyezéséről
- 1897. évi XVIII. törvénycikk  Magyarországnak az 1900. évi párisi nemzetközi kiállitáson leendő hivatalos részvételével járó költségek fedezéséről
- 1897. évi XIX. törvénycikk A Bulgáriával 1896. évi deczember 21/9-én kötött kereskedelmi egyezmény becikkelyezéséről
- 1897. évi XX. törvénycikk Az állami számvitelről
- 1897. évi XXI. törvénycikk A Temes-Bega-völgyi vizszabályozó társulat pénzügyi viszonyainak ujabb rendezéséről
- 1897. évi XXII. törvénycikk A császári és királyi közös hadsereg katonai nevelő- és tisztképző intézeteinél magyar korona országbeli ifjak részére létesitett állami alapitványi helyekről szóló 1882. évi XXV. törvénycikk módositásáról
- 1897. évi XXIII. törvénycikk A honvéd nevelő- és képző-intézetekről
- 1897. évi XXIV. törvénycikk Az állami hivataloknál alkalmazott dijnokok szolgálati és anyagi helyzetének javitásáról
- 1897. évi XXV. törvénycikk Az egyetemek számára szükséges telekvásárlásokról és épitkezésekről
- 1897. évi XXVI. törvénycikk A győr-sopron-ebenfurti vasut beruházási kölcsönének engedélyezéséről
- 1897. évi XXVII. törvénycikk Az árvavölgyi helyi érdekü vasut engedélyezése tárgyában
- 1897. évi XXVIII. törvénycikk A marmarossziget-kőrösmező-határszéli államvasuti vonal épitésénél felmerült kiadási többletek fedezéséről
- 1897. évi XXIX. törvénycikk  A czukoradóról szóló 1896. évi XIX. törvénycikk hatályának meghosszabbitása tárgyában
- 1897. évi XXX. törvénycikk A m. kir. államvasutak hálózatán eszközlendő beruházásokról s e beruházások költségeinek fedezéséről
- 1897. évi XXXI. törvénycikk Az 1888. évi XXV. törvénycikknek az 1897-98-iki szesztermelési időszakra való alkalmazása tárgyában
- 1897. évi XXXII. törvénycikk A hazai pénzintézetek által kibocsátott némely kötvények biztositásáról
- 1897. évi XXXIII. törvénycikk Az esküdtbiróságokról
- 1897. évi XXXIV. törvénycikk A bűnvádi perrendtartás életbeléptetéséről
- 1897. évi XXXV. törvénycikk A m. kir. központi statisztikai hivatalról
- 1897. évi XXXVI. törvénycikk A budapest-angyalföldi m. kir. állami elmegyógyintézetben uj igazgatósági épület emeléséről
- 1897. évi XXXVII. törvénycikk A büntető-törvénykönyv (1878. évi V. törvénycikk) 412. § és a kihágási büntető-törvénykönyv (1879. évi XL. törvénycikk) 59. §-ának módositásáról
- 1897. évi XXXVIII. törvénycikk A püspökladány-füzesgyarmati helyi érdekü gőzmozdonyu vasut engedélyezéséről
- 1897. évi XXXIX. törvénycikk A szécsány-számos-aliburáni és számos-antalfalvai helyi érdekü gőzmozdonyu vasutvonalak engedélyezéséről
- 1897. évi XL. törvénycikk A mátrai, kisujszállás-dévaványa-gyomai és a Békés vármegyei helyi érdekü vasut részvénytársaságok vasutvonalai engedélyokiratainak egyesitése és a vésztő-kötegyán-hollódi helyi érdekü gőzmozdonyu vasut engedélyezése tárgyában
- 1897. évi XLI. törvénycikk A nyomdatermékek tudományos czélokra szolgáló köteles példányainak beszolgáltatásáról
- 1897. évi XLII. törvénycikk A Magyarország és Horvát-Szlavon-Dalmátországok között az 1889. évi XL. törvénycikk értelmében létrejött pénzügyi egyezmény hatályának meghosszabbitásáról
- 1897. évi XLIII. törvénycikk Az 1898. év négy első hónapjában viselendő közterhekről és fedezendő állami kiadásokról